# Bianca Răzor

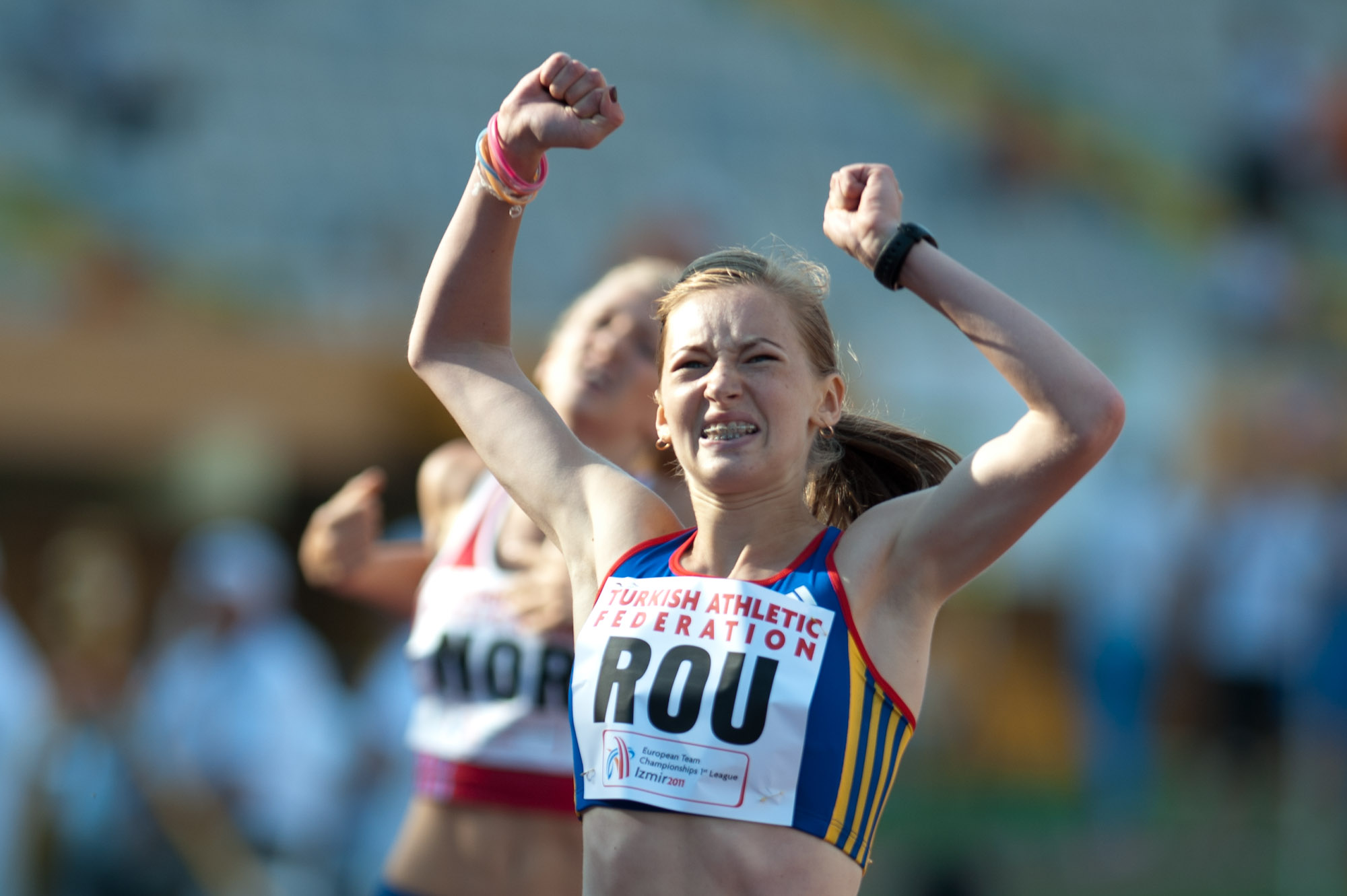
La CE pe echipe din 2011

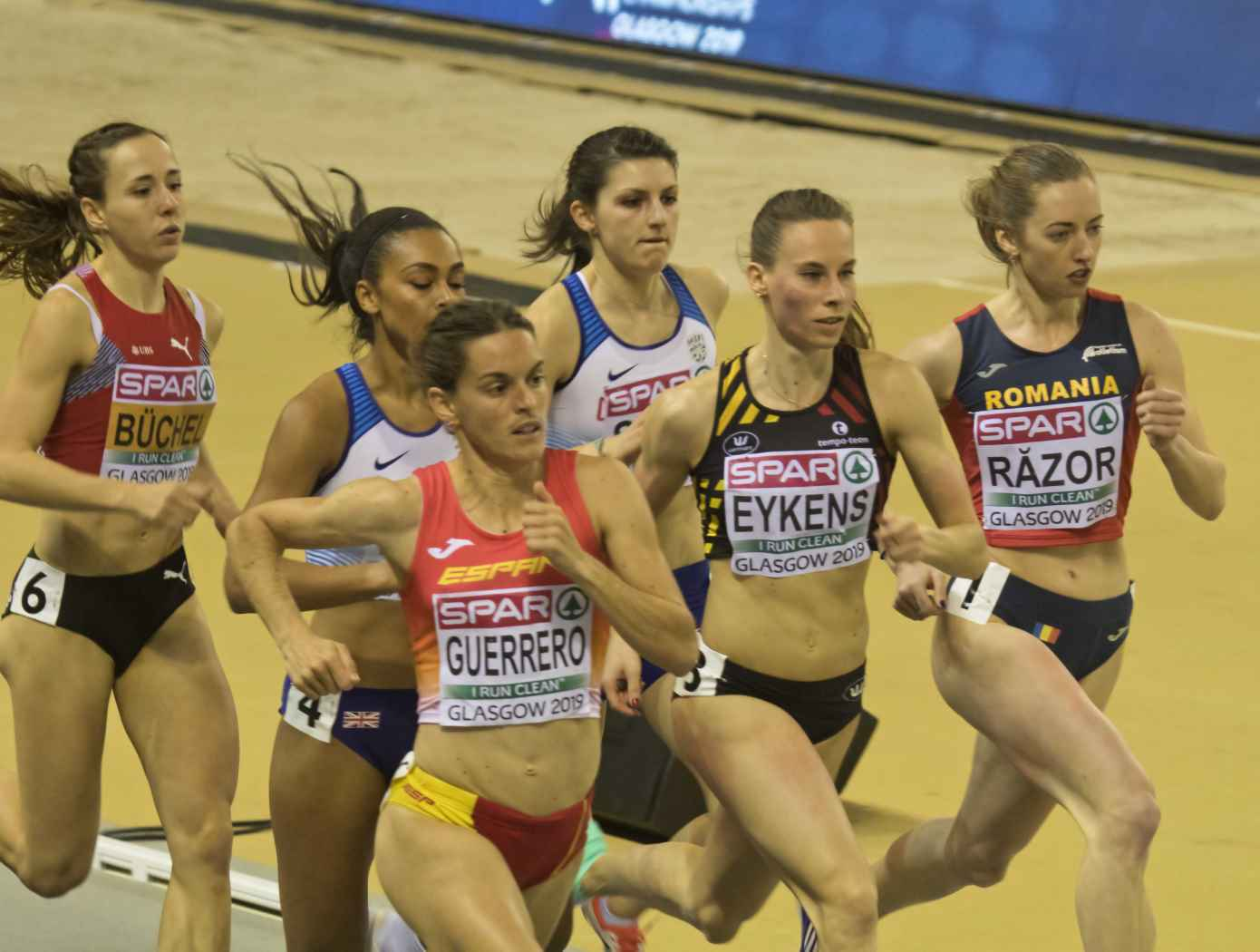
La CE în sală din 2019

Bianca Denisa Răzor (n. 8 august 1994, Cluj-Napoca, România) este o alergătoare de viteză specializată pe proba de 400 metri.

## Carieră
Clujeanca s-a apucat de atletism în clasa a IV-a. A cucerit o medalie de argint și o medalie de bronz la proba de 400 m și respectiv la ștafeta mixtă (echipa Europa) la  Jocurile Olimpice de Tineret 2010. A fost laureată cu argint la Campionatul Mondial de Tineret (U20) din 2010 de la Moncton, Canada, și cu aur la Campionatul European U20 din 2011 de la Tallinn. A participat la Jocurile Olimpice de vară din 2012, clasându-se pe locul 29. În 2013 a participat pentru prima dată la Campionatul Mondial de Atletism.
La Campionatul European U23 de la Tallinn din 2015 a realizat timpul de 51,31 s, calificându-se pentru Jocurile Olimpice din 2016 de la Rio de Janeiro. În același an a luat parte la Campionatul Mondial de la Beijing, unde a stabilit noul său record personal în aer cu timpul de 50,37 s.
În februarie 2016 a cucerit medalia de aur în proba individuală din cadrul Campionatului Balcanic de la Istanbul, stabilindu-se noul record personal în sală cu timpul de 52,82 s. A fost laureată cu aurul și cu ștafeta. La Campionatul Mondial în sală de la Portland a obținut medalia de bronz la ștafeta de 4×400 m împreună cu Adelina Pastor, Mirela Lavric și Andrea Miklos.
La Universiada din 2017 de la Taipei sportiva a cucerit medalia de bronz atât la 400 m cât și la 4×400 m. În 2018 a ocupat locul 7 cu ștafeta României de 4×400 m la Campionatul European de la Berlin. La Campionatul European în sală din 2019 a luat startul în proba de 800 m și s-a clasat pe locul 9.

## Realizări
| An   | Competiție                               | Locație                         | Loc | Eveniment     | Note    |
| ---- | ---------------------------------------- | ------------------------------- | --- | ------------- | ------- |
| 2010 | Campionatul Mondial de Juniori (sub 20)  | Moncton, Canada                 | 3   | 400 m         | 53,17   |
| 2010 | Campionatul Mondial de Juniori (sub 20)  | Moncton, Canada                 | –   | 4×400 m       | DS      |
| 2010 | Campionatul European                     | Barcelona, Spania               | 6   | 4×400 m       | 3:29,75 |
| 2010 | Jocurile Olimpice de Tineret             | Singapore                       | 2   | 400 m         | 53,10   |
| 2011 | Campionatul European în sală             | Paris, Franța                   | 15  | 400 m         | 55,08   |
| 2011 | Campionatul Mondial de Juniori (sub 18)  | Lille, Franța                   | 5   | 400 m         | 52,82   |
| 2011 | Campionatul Mondial de Juniori (sub 18)  | Lille, Franța                   | 6   | ștafetă mixtă | 2:10,17 |
| 2011 | Campionatul European de Juniori (sub 20) | Tallinn, Estonia                | 1   | 400 m         | 51,96   |
| 2011 | Campionatul European de Juniori (sub 20) | Tallinn, Estonia                | –   | 4×400 m       | DS      |
| 2012 | Campionatul European                     | Helsinki, Finland               | 7   | 4×400 m       | 3:29,80 |
| 2012 | Campionatul Mondial de Juniori (sub 20)  | Barcelona, Spania               | 6   | 400 m         | 52,20   |
| 2012 | Campionatul Mondial de Juniori (sub 20)  | Barcelona, Spania               | –   | 4×400 m       | DS      |
| 2012 | Jocurile Olimpice                        | Londra, Marea Britanie          | 28  | 400 m         | 52,83   |
| 2013 | Campionatul European de Juniori (sub 20) | Rieti, Italia                   | 2   | 400 m         | 51,82   |
| 2013 | Campionatul European de Juniori (sub 20) | Rieti, Italia                   | 6   | 4×400 m       | 3:38,57 |
| 2013 | Campionatul Mondial                      | Moscova, Rusia                  | 13  | 400 m         | 51,49   |
| 2013 | Campionatul Mondial                      | Moscova, Rusia                  | 6   | 4×400 m       | 3:28,40 |
| 2013 | Jocurile Francofoniei                    | Nisa, Franța                    | 3   | 400 m         | 52,69   |
| 2013 | Jocurile Francofoniei                    | Nisa, Franța                    | 1   | 4×400 m       | 3:29,81 |
| 2014 | Campionatul Mondial în sală              | Sopot, Polonia                  | 7   | 4×400 m       | 3:38,18 |
| 2014 | Campionatul European                     | Zürich, Elveția                 | 6   | 400 m         | 51,95   |
| 2014 | Campionatul European                     | Zürich, Elveția                 | 9   | 4×400 m       | 3:33,84 |
| 2015 | Campionatul European în sală             | Praga, Cehia                    | 15  | 400 m         | 53,76   |
| 2015 | Campionatul European de Tineret (sub 23) | Tallinn, Estonia                | 1   | 400 m         | 51,31   |
| 2015 | Campionatul Mondial                      | Beijing, China                  | 13  | 400 m         | 51,05   |
| 2015 | Campionatul Mondial                      | Beijing, China                  | 11  | 4×400 m       | 3:28,60 |
| 2015 | Jocurile Mondiale Militare               | Mungyeong, Coreea de Sud        | 2   | 400 m         | 51,81   |
| 2016 | Campionatul Mondial în sală              | Portland, Oregon, Statele Unite | 9   | 400 m         | 53,34   |
| 2016 | Campionatul Mondial în sală              | Portland, Oregon, Statele Unite | 3   | 4×400 m       | 3:31,51 |
| 2016 | Jocurile Olimpice                        | Rio de Janeiro, Brazilia        | 32  | 400 m         | 52,42   |
| 2016 | Jocurile Olimpice                        | Rio de Janeiro, Brazilia        | 12  | 4×400 m       | 3:29,87 |
| 2017 | Campionatul European în sală             | Belgrad, Serbia                 | 19  | 400 m         | 54,11   |
| 2017 | Campionatul Mondial                      | Londra, Marea Britanie          | 18  | 400 m         | 52,09   |
| 2017 | Universiada                              | Taipei, Taiwan                  | 3   | 400 m         | 51,97   |
| 2017 | Universiada                              | Taipei, Taiwan                  | 3   | 4×400 m       | 3:34,16 |
| 2018 | Campionatul European                     | Berlin, Germania                | 20  | 400 m         | 52,27   |
| 2018 | Campionatul European                     | Berlin, Germania                | 7   | 4×400 m       | 3:32,15 |
| 2019 | Campionatul European în sală             | Glasgow, Marea Britanie         | 9   | 800 m         | 2:03,65 |

## Recorduri personale
| Probă           | Performanță | Dată              | Locație     |
| --------------- | ----------- | ----------------- | ----------- |
| 400 m           | 50,37       | 24 august 2015    | Beijing     |
| 800 m           | 2:07,01     | 18 august 2019    | Schifflange |
| 4×400 m         | 3:28,40     | 17 august 2013    | Moscova     |
| 400 m în sală   | 52,82       | 25 februarie 2016 | Istanbul    |
| 800 m în sală   | 2:03,65     | 2 martie 2019     | Glasgow     |
| 4×400 m în sală | 3:31,51     | 2 martie 2019     | Portland    |

## Legături externe
Materiale media legate de Bianca Răzor la Wikimedia Commons
- Bianca Răzor la Comitetul Olimpic și Sportiv Român (arhivat)
- en Bianca Răzor la World Athletics
- en Bianca Răzor la Olympedia.org
- en  Bianca Razor la athleticspodium.com